# Amedeo Agostini
Amedeo Agostini (Capugnano di Porretta Terme, 6 marzo 1892 – Livorno, 27 giugno 1958) è stato un matematico italiano.

## Biografia
Nel 1919 si laureò in matematica all'Università di Bologna con Ettore Bortolotti, dove rimase come assistente alla cattedra di geometria e docente incaricato di storia della matematica. Dal 1925 insegnò geometria analitica presso l'Accademia Navale di Livorno. Successivamente tenne, per incarico, vari corsi all'Università di Pisa.
Agostini si occupò prevalentemente di storia della matematica, indirizzando i suoi studi principalmente su Pietro Mengoli, i primordi della teoria dei limiti e del calcolo infinitesimale. Studiò pure l'opera di Luca Pacioli e di Leonardo da Vinci.
Contribuì all'Enciclopedia delle Matematiche elementari e complementi.

## Opere principali
- Esercizi di geometria analitica (con Enea Bortolotti), 4 voll., Nicola Zanichelli Editore, Bologna, 1924-26.
- La teoria dei limiti in Pietro Mengoli, Nicola Zanichelli Editore, Bologna, 1925.
- Matematici e fisici, direttori e professori della Scuola Normale Superiore di Pisa, Arti grafiche Pacini/Mariotti, Pisa, 1934.
- Trigonometria piana e sferica, Tip. Accademia Navale di Livorno, Livorno, 1938.
- Lezioni di analisi matematica, Tip. Accademia Navale di Livorno, Livorno, 1939 (con successive edizioni).
- Nomografia, Tip. Accademia Navale di Livorno, Livorno, 1942.
- Geometria per la scuola media, Nicola Zanichelli Editore, Bologna, 1946.
- Aritmetica per la scuola media, Nicola Zanichelli Editore, Bologna, 1948.
- Elementi di algebra per la scuola media, Nicola Zanichelli Editore, Bologna, 1949.
- Complementi di matematica, Nicola Zanichelli Editore, Bologna, 1953.
- Le prospettive e le ombre nelle opere di Leonardo da Vinci, Domus Galilaeana, Pisa, 1954.